# Merdjefare
Merdjefare fou un faraó de la dinastia XIV de l'antic Egipte que regnà tres o quatre anys cap al 1700 aC, durant el Segon Període Intermedi. Se li coneix una estela a Saft al-Hinna, al delta oriental.